# Galeriegrab Hohenwepel
Das Galeriegrab Hohenwepel ist eine nur in Resten erhaltene und oberirdisch nicht sichtbare megalithische Grabanlage der jungsteinzeitlichen Wartbergkultur bei Hohenwepel, einem Ortsteil von Warburg im Kreis Höxter (Nordrhein-Westfalen).

## Lage
Das Grab befindet sich bei Hohenwepel auf dem Flurstück „Engarheide“. 1,5 km nördlich lag das völlig zerstörte Galeriegrab Borgentreich-Großeneder.

## Forschungsgeschichte
Das Grab wurde 1983 beim Pflügen entdeckt. Daraufhin wurde 1983/84 eine archäologische Grabung unter Leitung von Klaus Günther durchgeführt.

## Beschreibung

### Architektur
Die Anlage ist west-östlich orientiert. Sie hat eine Gesamtlänge von 24 m, eine Breite zwischen 3,2 m und 4 m und eine ursprüngliche Höhe zwischen 1,2 m und 1,3 m. Die Grabkammer hat eine innere Länge von 23 m, eine Breite zwischen 2,2 m und 3 m und eine ursprüngliche Deckenhöhe von 0,8 m. Sie war zu etwa drei Viertel ihrer ursprünglichen Höhe in den Boden eingesenkt worden. Die Kammer war aus Buntsandstein-Platten errichtet worden, von denen bei der Grabung nur noch Trümmerstücke und die Standlöcher angetroffen wurden. Lediglich der östliche Abschlussstein war noch gut erhalten. Er hat eine Länge von 2,2 m, eine Höhe von 1 m und eine Dicke von 0,5 m. Die Lücken zwischen den Wandsteinen waren ursprünglich mit Trockenmauerwerk aus kleineren Sandstein- und Kalksteinplatten verfüllt. Das westliche Kammerende war möglicherweise vollständig aus Trockenmauerwerk errichtet worden, da hier keine Standspuren von Wandplatten festgestellt werden konnten. Deckplatten waren nicht erhalten. Der ursprüngliche Zugang zur Kammer befand sich an der Mitte der südlichen Langseite. Hier dürfte sich einst ein Türlochstein befunden haben, der aber nicht erhalten ist. Es wurden keine Anzeichen eines Kammerpflasters festgestellt.
Das Baumaterial für die Kammer stammte aus 3,5 km oder 4,5 km Entfernung vom Rotenberg oder vom Hoppenberg. Der Materialbedarf wird auf etwa 154,3 t geschätzt.

### Bestattungen
Bei der Grabung wurden nur wenige menschliche Skelettreste gefunden. Diese waren stark verwittert und wurden bislang nicht genauer untersucht.

### Beigaben
Bei der Grabung wurden insgesamt 67 Keramikscherben gefunden, die sich aber nicht zu Gefäßen rekonstruieren lassen. Die Scherben dürften der Wartbergkultur zuzuordnen sein, sie weisen aber auch mögliche Einflüsse der Kugelamphoren-Kultur auf. Hinzu kommen zahlreiche Artefakte aus Feuerstein und Kieselschiefer (Klingen, Abschläge, dreieckige und querschneidige Pfeilspitzen, Schaber) sowie ein Beil aus Felsgestein.